# Васильев, Александр Александрович (искусствовед)
Алекса́ндр Алекса́ндрович Васи́льев (род. 8 декабря 1958, Москва) — российский и французский историк моды, искусствовед, театральный художник, декоратор интерьеров, коллекционер, телеведущий. Почётный член Российской академии художеств.
С 2009 по 2022 год вёл телепрограмму «Модный приговор» на Первом канале.

## Биография
Родился 8 декабря 1958 года в Москве в семье театралов: отец — Александр Павлович Васильев (1911—1990), театральный художник, народный художник РСФСР, мать — Татьяна Ильинична Гулевич (1924—2003), драматическая актриса, профессор сценической речи. Прапрадед — адмирал Василий Чичагов.
С детства увлекался созданием костюмов и декораций: вначале — для спектаклей в кукольном театре, затем — для своего собственного спектакля, который поставил в двенадцать лет. Был исключён из английской школы № 29 за плохую успеваемость по точным наукам и переведён в школу рабочей молодёжи № 127.
Был принят в комсомол, за него поручились Константин Райкин, Анастасия Вертинская и Станислав Садальский.
В 1981 году окончил постановочный факультет Школы-студии МХАТ, впоследствии работал художником по костюмам в Театре на Малой Бронной, вместе с отцом оформлял спектакли.
В 1982 году, вступив в брак с француженкой Анн Бодимон, переехал в Париж, где стал работать декоратором для различных французских театров и фестивалей: Ронд Пуант на Елисейских Полях, Студия оперы Бастилии, Люсернер, Картушери, Авиньонский фестиваль, Бале дю Нор, Молодой балет Франции и Королевская опера Версаля.
С 1994 года стал читать курсы лекций и демонстрировать мастер-классы в различных университетах и колледжах мира.
В 1998 году галерея Ольги Хлебниковой в сотрудничестве с культурным фондом «Забава» организовала творческий вечер — презентацию книги «Красота в изгнании» и персональную выставку театральных работ в филиале Театрального музея имени А. А. Бахрушина на Малой Ордынке.
С 2000 года под его руководством в Самаре проходил Фестиваль моды и театрального костюма «Поволжские сезоны Александра Васильева». С 2002 года работал на телеканале «Культура» в качестве автора и ведущего передачи «Дуновение века».
В октябре 2003 года в Москве открыл дизайн-студию «Интерьеры Александра Васильева», в 2005 — выездную школу.
С 23 ноября 2009 по 3 марта 2022 года являлся постоянным ведущим заседаний модного суда в программе «Модный приговор» вместо Вячеслава Зайцева (с 9 июля по 16 сентября, с 8 по 16 октября, с 30 октября по 9 ноября 2009 года заменял Зайцева). До этого также появлялся в «Модном приговоре» в качестве независимого эксперта (11 июля 2008 года) и истца (9 января 2009 года).
В 2009—2012 годах был научным руководителем Московской академии моды при Московском институте телевидения и радиовещания «Останкино», в 2012—2013 год — мастером курса на факультете «Дизайн и мода». В 2009 году на философском факультете МГУ под руководством проф. Т. В. Кузнецовой защитил кандидатскую диссертацию «Красота в изгнании: творчество русских эмигрантов первой волны».
С 2012 года сотрудничал с «Радио Маяк», участвовал в различных передачах, в 2013 году был ведущим цикла программ «Портреты великих модников». В 2014 году стал автором и ведущим преподавателем образовательного курса в школе «MODA.RU».
В 2019 году стал доцентом философского факультета МГУ, где с 2000 года руководит образовательной программой «Теория и индустрия моды».
С 2020 года является амбассадором просветительского проекта о народных художественных промыслах «Аристократия», реализация которого проходит при поддержке Министерства промышленности и торговли РФ.
В июле 2023 года в качестве гостя посетил Международный музыкальный фестиваль Laima Rendezvous Jurmala в Юрмале в концертном зале «Дзинтари».

## Театральная деятельность
Оформил более 100 театральных постановок в 25 странах мира, создавая костюмы и декорации для опер, балетов и драматических спектаклей. Сотрудничал с Национальным театром (Лондон), Шотландским балетом (Глазго), Балетом Фландрии (Брюссель), с балетными труппами Японии, США, Чили. В 2021 году был приглашён в Парижскую оперу выполнить костюмы и реквизит по эскизам Николая Рериха для возобновления балета Вацлава Нижинского «Весна священная».
В России постановки, оформленные Васильевым, идут в Московском театре оперетты, Музыкальном театре им. Станиславского и Немировича-Данченко, Театре им. Пушкина, в оперных театрах Новосибирска, Самары, Ростова-на-Дону.

## Коллекция
Обладатель одной из самых больших в мире частных коллекций старинного костюма, которая пополняется с 1985 года и включает в себя несколько десятков тысяч экспонатов. Среди них — предметы одежды и аксессуары, а также живопись и фотография на тему истории моды. Европейская часть коллекции хранится в городе Висагинас в Литве, а также в Париже. В Москве находится русская и советская части коллекции. Особенную гордость составляют костюмы, принадлежавшие известным певицам, актрисам и балеринам: Алле Пугачёвой, Людмиле Гурченко, Любови Орловой, Людмиле Зыкиной, Галине Волчек, Елене Образцовой, Ирине Понаровской, Алле Демидовой, Наталье Дуровой, Ирине Скобцевой, Ольге Лепешинской, Екатерине Максимовой, Надежде Румянцевой, Ольге Воронец, Алисе Коонен, Евдокии Турчаниновой, Антонине Неждановой, Лидии Смирновой, Галине Улановой, Наталье Фатеевой. Эти и другие экспонаты были выставлены в Хлебном доме музея-заповедника «Царицыно» в рамках выставки «Мода за железным занавесом. Из гардероба звёзд советской эпохи», а также попали в одноимённый иллюстрированный каталог.
Коллекция Фонда Александра Васильева выросла и за счёт гардероба звезды кабаре Фоли-Бержер 1920-х годов Халинки Дорсувны, которая открыла для него двери личного гардероба, полного вещей со славными грифами прошлых лет. Актёр Александр Арбат-Курепов передал в середине 1980-х в коллекцию шесть шитых бисером и блёстками вечерних платьев 1920-х годов работы дома «Китмир», принадлежавшего великой княгине Марии Павловне, а также платье Lanvin 1946 года из гардероба знаменитой актрисы русской эмиграции Claude Genia. Самое крупное приобретение сделано благодаря семье Самсоновых: в коллекции Васильева оказался гардероб Татьяны Никитичны Самсоновой-Налбандовой (1885—1971), хозяйки заводов «Петровская водка», приехавшей в Париж из Москвы до революции, в 1913 году, и сохранившей нетронутым весь свой багаж.
Другим крупным вкладом стал дар Майи Плисецкой, передавшей в коллекцию несколько своих платьев работы домов моды Pierre Cardin и Chanel. Уже после смерти балерины её вдовец Родион Щедрин предложил Александру Васильеву принять в коллекцию другую часть гардероба Майи Михайловны.
Предметы коллекции Васильева выставлялись в Австралии, странах Европы, Азии и Америки. Один из последних масштабных проектов — экспозиция «Россия: её стиль и душа», представленная в Дубае в рамках продвижения заявки российской столицы на право проведения ЭКСПО в 2030 году и организованная совместно с Департаментом культуры Москвы. С грандиозным успехом в Женевском музее искусства и истории прошла выставка «Игра на публику. Мода и портрет» из коллекции Александра Васильева в 2021 году. В экспозиции были представлены вещи, созданные такими кутюрье, как Чарльз Фредерик Ворт, Поль Пуаре, Коко Шанель, Кристиан Диор, Пако Рабан, Андре Курреж, Олег Кассини.
Полный список выставок из коллекции Фонда Александра Васильева представлен на сайте историка моды.

## Проектная деятельность

### Премия Лилии Александра Васильева
В 2011 году Васильев учредил первую международную премию за интерьер «Лилии Александра Васильева». Лауреатами премии становятся заведения, отвечающие его представлениям о стиле. Победителям вручается фирменный знак — керамическая лилия ручной работы. Каждая лилия обладает индивидуальным номером и паспортом оригинала, что гарантирует её подлинность. Лилии за интерьер, атмосферу, свет, музыкальное сопровождение и детали оформления уже получили заведения России, Италии, Франции, Латвии, Литвы и других европейских стран.

## Признание
- 1998 — лауреат премии «TOBAV» (Турция, дважды)[41].
- 2010 — номинация «Легенда моды» на World Fashion Awards.
- 2011 — региональная премия Самарской области «Народное признание»[42].
- 2011 — звание почётного члена Российской академии художеств.
- 2016 — Орден Искусств и литературы (Франция)[43].
- 2018 — Крест признания IV степени (Латвия)[44].
- Медаль С. П. Дягилева[45] за пропаганду русского искусства.
- Медаль В. Нижинского.
- Орден «Меценат».
- Золотая медаль Академии художеств России.

## Скандал в Казани
13 июня 2023 года появилось видео того, как Александр Васильев устроил в аэропорту Казани скандал перед посадкой в самолёт. Его не пустили на борт из-за местного сувенира — двух флаконов с льняным маслом по 0,25 л. На видео видно, как Васильев уже складывает обратно вещи в ручную кладь и проклинает сотрудницу аэропорта.
— Когда такой знаменитой личности, как мне, дарят местные подарки, вы их у меня отнимаете. Пусть вам будет пусто с сегодняшнего дня, до дня вашей смерти. До свидания.
После того, как Васильев избавился от «запрещённых» подарков, его всё же пустили в самолёт. В Казани он был гостем закрытого показа казанского дизайнера Татьяны Найденовой.

## Скандальные высказывания
По его словам, наличие недвижимости в Европе говорит о том, что этим людям «западный стиль жизни все-таки нравится», например, погодой и климатом, видами или едой. Факт покупки жилья где-то за границей, как считает Васильев, является верным тому подтверждением.
«Это верный показатель. А вот тот, кто действительно патриотичен, он реально должен жить на Урале. Я считаю, что патриот должен жить в Самаре, должен жить в Ульяновске и должен не одеваться в джинсы никогда, снять кроссовки, переобуться в лапти. Я реально считаю: носить косоворотку и только, забыть иностранные языки, потому что это не патриотично», — саркастично отметил историк моды.